# Branchiura sowerbyi
Branchiura sowerbyi é uma espécie de anelídeo pertencente à família Tubificidae.
A autoridade científica da espécie é Beddard, tendo sido descrita no ano de 1892.
Trata-se de uma espécie presente no território português, incluindo a sua zona económica exclusiva.